# 三鷹ストーカー殺人事件
三鷹ストーカー殺人事件（みたかストーカーさつじんじけん）とは、2013年（平成25年）10月8日に東京都三鷹市で発生した殺人事件。トラック運転手の犯人の男Aが、元交際相手の女子高生Bにストーカー行為を繰り返したのち刺殺した。
本事件が誘引となり、リベンジポルノの関連法案が成立した。

## 概要
身分を偽って交際
2011年10月頃、関西在住のAが東京在住のBと実名制SNSを通じて知り合い、同年12月から遠距離恋愛での交際が始まった。Aは日比混血児であった。高校卒業後は、フリーターとして当時はトラック運転手をしていたが、南米ハーフの有名私大生と偽って交際していた。
約1年間交際していたが、Bが2012年秋に外国留学するようになった頃からAへの別れ話が出た。2013年春にBが留学を終えて帰国したが、Aは執拗に復縁を求めた。BはAからの連絡をしぶしぶ取っていたが、2013年6月からは携帯電話を着信拒否し、連絡を完全に絶つようになった。
復縁を迫りストーカー化
復縁できないと思ったAは、2013年夏からBの殺害計画を練りはじめ、当時アルバイト勤務していた運送会社を無断欠勤後に行方をくらまし、同年9月27日に居住していた関西から女子高生が住む東京へ高速バスで上京。この時友人に「4、5年ほどアメリカに行く。その前に彼女と話がしたい」と話していた。9月28日に武蔵野市吉祥寺の雑貨チェーン店で凶器となるペティナイフ（刃渡り13cm）を購入した。
Aが三鷹市の自宅のそばまで来ていることを知ったBは10月4日にストーカー被害を在籍高校の担任教諭らに相談。学校側は近くの杉並警察署に電話で問い合わせ、署の担当者はBの自宅を管轄する三鷹警察署に相談するよう指導した。
事件当日
10月8日午前にBは両親と三鷹署を訪れて「待ち伏せされている」などとAのストーカー行為について相談。三鷹署の警察官はストーカー規制法に基づき、Bが把握していたAの携帯電話の電話番号に3回電話をかけたが電話に出ず、連絡するよう留守番電話に入れた。Bはその後に1人で高校に登校し、授業が終わった後で帰宅した際には両親は仕事等の用事で外出しており、自宅にはB一人だけだった。
Aは昼過ぎにB宅2階の無施錠の窓から侵入し、1階のBの部屋のクローゼットに隠れて、殺害の機会をうかがっていた。クローゼットに隠れながら殺人事件まで友人に無料通信アプリを通じてB宅の電話番号とみられる番号を告げる形で室内に誰かいないか確認する電話をかけるよう依頼していたが、その一方で「ふんぎりつかんからストーカーじみたことをしてる」「そのつもりなかったけどなんやかんやで押し入れの中。出たいけど出られへん」「三時間前のおれしね」「あー無事にかえりたいよぅ」「詰みだわ」と殺害に葛藤があるかのような言葉を送信していた。
16時53分、AはBの部屋で潜んでいたクローゼットから出て、ペティナイフを持ってBを襲撃した。AはB宅の外の道路にまで逃げたBを追廻し、首や腹に11カ所の刺し傷や切り傷をおわせた（致命傷は3カ所あった）。16時55分に路上で倒れているBが発見され、110番通報がされた。18時30分にAはズボンに血痕があったことから警察官から職務質問され、事件への関与をみとめたため、殺人未遂罪で緊急逮捕された（Aは襲撃から逮捕されるまで、友人や母親に携帯電話で殺害を実行したことを告げた）。
Bは帰宅した際に三鷹署の署員と電話で話しており無事帰宅したことを16時51分に伝えていたが、電話を切った直後に事件は起きた。逗子ストーカー殺人事件を教訓に対策を強化した改正ストーカー規制法が5日前の10月3日から施行された矢先のストーカー殺人であった。2013年10月11日にAの供述から、路上に捨てられた凶器であるペティナイフが発見された。

## 背景

### 被害者
被害者である少女Bは、学業成績が優秀であり海外留学を経験するなど、特に英語の成績はトップクラスであった。死亡時は高校3年生であったが、都内の大学の推薦入試を受ける予定だった。脚本家や現代美術家を親戚に持ち、母親も画家として個展を開くなど芸術一家の環境に育った。小学5年時に芸能事務所にスカウトされて芸能活動をしており、映画や民放ドラマにも出演していた。

### 犯人
加害者である青年Aは、フィリピンのマニラ市出身で、日本人の父と、フィリピン人の母を持つ混血児であった。フィリピンのマニラ出身でフィリピン人の母とともに1歳10か月のときに来日。男の両親には婚姻関係があり、日本国籍を取得後、関西在住で職を転々としながら当時はトラック運転手に従事していた。

## リベンジポルノ
Aは7月22日に米国のアダルト動画・静止画共有サービスサイトであるXVideosでBのニックネームにちなんだハンドルネームで自分の投稿スペースを作成し、10月2日から10月6日にかけて交際中に所有していたBの性的な画像や動画をアップロードした。殺害前の時点でBとBの父親は、Bの性的画像等がアップロードされていることは知っており、このことを知ったBの父親は「女優の夢が絶たれたばかりか、もう娘は日本で普通に暮らすことはできない」と思ったが、Bは父親を心配させまいと「もうこれ以上のことはしないだろうから、せいせいした」と気丈に振る舞っていた。
さらにAは、10月5日から10月8日の殺害実行直後に逮捕されるまで、短文投稿サイトや電子掲示板の復讐を扱うスレッド、地域掲示板の三鷹市に絡むスレッドで、三鷹で怨恨殺人を示唆するコメントなど被害者であるBとの関連を示唆しながら、自分がアップロードした米国のアダルト動画・静止画共有サービスサイトのURLを投稿した。殺人事件がメディアで大きく報道されるにつれて、Aのネット投稿に気づいたネット住民によってBの性的な画像や動画がダウンロードされ拡散した。
大手メディアは事件発生当初は被害者Bの実名報道をしつつもBの性的な画像や動画が拡散していることは報道しなかったが、一部メディアが報道しており、やがて大手メディアでも本事件を報道する際に本件をリベンジポルノであるとして紹介するようになり（その際には被害者Bを匿名報道するようになった）、リベンジポルノが社会問題として認識されるようになった。国会でもリベンジポルノが問題視され議論されるようになり、2014年11月19日にリベンジポルノへの罰則を盛り込んだリベンジポルノ被害防止法が成立した。

## 裁判

### 東京地裁
2013年10月29日にAは殺人罪、銃刀法違反、住居侵入罪で起訴された。2014年7月22日に東京地裁立川支部で裁判員裁判が行われた。裁判員は6人中5人が男性という構成であった。
検察は、被告人Aが高卒であるにもかかわらず、有名私大学生と終始偽って交際し、Bと同時期に別の女性とも二股交際し、Bとの約1年間の交際を経て、Bから別れ話を持ち出されると、執拗に「裸の画像を流出させる」と脅し始め、復縁が不可能と知った被告人は殺害を決意し、犯行に備えてジムに通って体を鍛え、自己を鼓舞するかのような犯行メモを残していたことを提示した。また被告人の母親は2013年3月にBから電話で「（Aに）手錠をかけられ、レイプされた」と訴えられたことなどを証言した。
Bの父親が被害者参加制度で法廷に出廷し、「（獄中で取材等を受けており）とても自己顕示欲が強くて達成感すら感じている。反省の気持ちも感じられない」「事件当日の午前中に娘から仮に自分が殺された場合について聞かれ『どんな方法を使ってでも敵をとる』と話した」「結婚13年目にできた娘で私たちの希望で光だった。（娘の死で）希望が消え、私たち夫婦の将来も消し飛ばされた」と述べた。
被告人質問でAは事件について「彼女を失った苦痛から逃れるために殺害を考えた」「脅してまで関係を続けるのはおかしいと思い、忘れようとしたが（気持ちが）積もっていった」「（殺害について）心の整理ができておらず混乱しているが、後悔している」「（遺族が）苦しんでいると想像できるが共感はできない。謝罪の気持ちはまだ抱けていない」「（性的な画像や動画の流出・拡散は）彼女と交際したことを大衆にひけらかしたかった。付き合った事実を半永久的に残したかった。かなり話題になると思った」「彼女の尊厳を傷つけたいという気持ちもあった」と話した。
また、Aとその母親の証言によって、貧困生活の中で狭い部屋の隣室で母親が交際相手と性行為をするあえぎ声を聞き、母親の交際相手から過酷な虐待を受け、母親が何日も家に帰ってこないことが日常茶飯事で近所のコンビニで消費期限の切れた弁当を無心する生活を送り、母親も交際相手から暴力を振るわれていたことなど、「児童虐待」「ネグレクト」「DV」の三重苦に苦しめられた被告人の成育歴が法廷で語られた。
2014年7月29日、検察は論告で「逃げる女子高生を追いかけ、路上でまたがり多数回刺しており、極めて悪質。（性的な画像や動画の流出・拡散は）殺害だけでは飽き足らず、女子高生を侮辱し名誉を汚した。犯行は執拗、残忍で大胆。被害者に落ち度はなく経緯に酌量の余地はない」と述べ、被告人に対し無期懲役を求刑した。Bの母親は「被告は娘の未来、夢、希望、尊厳も全て冒涜した。二度とこのような事件があってはならない。極刑で償うべきだ」と述べた。弁護側は最終弁論で「殺意は強固ではなく、幼少期から虐待を受けるなどした生育歴が心理的負担になった」として懲役15年が相当と主張していた。
2014年8月1日、東京地裁立川支部は「強固な殺意に基づく執拗で残忍な犯行。高い計画性も認められる」「（性的な画像や動画の流出・拡散は）極めて卑劣」「被害者に落ち度はなく、犯行動機はあまりに一方的で身勝手」「成育歴の影響が背景にあるとはいえ、反省を深めていると認められず、被害者や遺族に謝罪の言葉すら述べていない」とした一方で、「若くて更生可能性がある」等として被告人に対し、有期刑の上限である懲役22年を言い渡した。
Bの両親は懲役22年の判決について「失望した。なんでこんなに軽いのか、全く理解できない。（判決は）リベンジポルノの犯罪の本質、被害の大きさを全く理解していない」とのコメントを出した。被告人側は、「過酷な成育歴が十分に考慮されていない」として8月4日に控訴した。

### 東京地裁 (差し戻し審)
2015年2月6日、東京高等裁判所は「（公判前整理手続きにおいて、リベンジポルノに関する）主張・立証を行うことの当否、範囲や程度が議論された形跡は見当たらず、裁判官による論点整理や審理の進め方に誤りがある」として、東京地方裁判所に差し戻す判決を言い渡した。
2015年8月7日、Aは児童ポルノ禁止法違反（児童ポルノ公然陳列罪）とわいせつ電磁的記録媒体陳列罪で追起訴された。これらの罪状で当初起訴されなかったのは両親が被害者の名誉が傷つくことを懸念したためであったが、東京高裁の判決を受けて画像・動画投稿行為が罪に反映されずに量刑が軽くなる可能性が出てきたために同年7月に刑事告訴をしたことを受けてのことであった。東京地裁立川支部は期日間整理手続を開き、追起訴した児童買春・ポルノ禁止法違反等を殺人罪等と併合して審理することを決定した。
最初の一審では、リベンジポルノについて画像2枚だけを証拠提出されたが、差し戻し審では画像67枚が証拠提出された。弁護側は「いったん判決が出た後に検察側が追起訴したことは公訴権の乱用で違法」と主張したが、東京地裁立川支部は「（画像投稿の）性質、内容を踏まえれば、被害者側の意向が当然考慮されてしかるべき」として問題ないとした。また弁護側はリベンジポルノに関する罪について「自ら裸の画像を送るなど被害者Bにも軽率な面があった。画像の拡散は第三者の関与もあって被告人Aだけの責任ではない。（児童ポルノ公然陳列罪とわいせつ電磁的記録媒体陳列罪について）初犯では執行猶予が付くこともある」とも主張していた。
2016年3月16日、差し戻し審での判決は、被告人が不十分ながら謝罪の言葉を述べたことが考慮されて、リベンジポルノ分を加味した検察の求刑25年に対して差し戻し前と同じ懲役22年の判決を言い渡した。リベンジポルノに関する罪で追起訴されたことで証拠品としてBの性的画像が裁判員らの目に触れることになったが、判決後の会見で画像について裁判員らは「正直、ドン引きするような写真でした」「画像の自己管理の大切さが伝われば」と感想を語った。

### 東京高裁
検察、被告側は差し戻し審の量刑を不服として共に東京高裁に控訴したが、2017年1月24日、東京高裁は「一審の量刑判断に誤りはない」と述べ一審判決を支持し双方の控訴を棄却した。被告、検察側双方が上告しなかったため、この判決が2月8日午前0時に懲役22年で確定した。